# Barbara Dulinsky
Barbara Jean Dulinsky (ur. 18 października 1928 w San Francisco, zm. 28 marca 1995 w Kent) – amerykańska kobieta-żołnierz, starszy sierżant piechoty morskiej. Pierwsza kobieta w amerykańskiej piechocie morskiej służąca w strefie wojennej.

## Życiorys
Urodzona 18 października 1928 w San Francisco, córka Rossa Dulinsky’ego i Anny Noel. Miała siostrę June E. Dulinsky. Służyła w armii od 20 listopada 1950 do 13 listopada 1953, a następnie ponownie od 1 stycznia 1954 do 31 lipca 1970, osiągając stopień starszego sierżanta. W piechocie morskiej służyła od 1951. W 1967 zgłosiła się na ochotnika do udziału w misji w Wietnamie, dokąd dotarła 18 marca 1967. Przed wyjazdem do Wietnamu była instruktorem musztry dla kobiet z piechoty morskiej na Parris Island w Południowej Karolinie.
Przez rok stacjonowała w bazie sił powietrznych Tân Sơn Nhứt koło Sajgonu jako szef administracji dowództwa, co czyniło ją pierwszą kobietą w historii piechoty morskiej, która służyła w bezpośredniej strefie walk. Jej służba stała się początkiem dopuszczania kobiet z piechoty morskiej do służby w strefie wojennej. Do 1973 w amerykańskich oddziałach w Wietnamie służyło kolejnych 35 kobiet.
Po przejściu na emeryturę mieszkała krótko w San Francisco, po czym przeniosła się do Kentu w stanie Waszyngton, gdzie zmarła 28 marca 1995.